# قائمة الهاتريك في الدوري المصري
وهذه قائمة الهاتريك في الدوري المصري الممتاز .
هذه القائمة خاصة باللاعبين الذين أحرزوا 3 أهداف أو أكثر في الدوري المصري الممتاز منذ نشأته موسم (1948-1949).

## قائمة الهاتريك في الفترة من 2000-2009[1]
| اللاعب              | الفريق            | المنافس         | النتيجة | التاريخ        |
| ------------------- | ----------------- | --------------- | ------- | -------------- |
| مهند البوشي         | الترسانة          | الاسماعيلي      | 3-3     | 27-سبتمبر 2000 |
| أشرف ممدوح          | المعادن           | الاسماعيلي      | 1-4     | 19 اكتوبر 2000 |
| سيد عبد الحفيظ      | الأهلي            | الترسانة        | 0-6     | 22 أكتوبر 2000 |
| ياسر محمد           | المصري            | الكروم          | 1-3     | 27 أكتوبر 2000 |
| محمد محمود          | المنصورة          | مزارع دينا      | 1-5     | 3 يناير 2001   |
| عماد أيوب           | سكك حديد سوهاج    | الأهلي          | 4-3     | 28 يناير 2001  |
| عبد الحميد بسيوني   | الاسماعيلي        | سوهاج           | 0-5     | 6 أكتوبر 2001  |
| روبرت أكاروي        | المقاولون العرب   | سوهاج           | 1-5     | 24 نوفمبر 2001 |
| محمد أبو تريكة      | الترسانة          | أسوان           | 2-5     | 25 أكتوبر 2002 |
| أحمد فكري الصغير    | إنبي              | أسوان           | 1-4     | 12 نوفمبر 2002 |
| عبد الحميد بسيوني   | الاسماعيلي        | جولدي           | 0-3     | 29 نوفمبر 2002 |
| أحمد بلال           | الأهلي            | بلدية المحلة    | 0-4     | 6 يناير 2003   |
| عبد اللطيف الدوماني | حرس الحدود        | الترسانة        | 2-6     | 14 مارس 2003   |
| وائل القباني        | الزمالك           | الأتحاد         | 2-4     | 12 يوليو 2004  |
| أحمد عبدالغني       | حرس الحدود        | الأتحاد         | 0-4     | 24 سبتمبر 2004 |
| عبدالحليم علي       | الزمالك           | طلائع الجيش     | 1-3     | 18 أكتوبر 2004 |
| محمد بركات          | الأهلي            | الاسماعيلي      | 0-6     | 15 ابريل 2005  |
| عماد النحاس         | الأهلي            | الأتحاد         | 0-6     | 4 نوفمبر 2005  |
| عبدالحليم علي       | الزمالك           | منتخب السويس    | 1-4     | 23 فبراير 2006 |
| محمد محسن أبو جريشة | الاسماعيلي        | أسمنت السويس    | 3-4     | 10 مايو 2006   |
| أحمد حسن فرج        | غزل المحلة        | طنطا            | 1-3     | 21 أغسطس 2006  |
| محمد فضل            | الاسماعيلي        | بترول أسيوط     | 0-3     | 10 نوفمبر 2006 |
| إكرامي عبد العزيز   | أسمنت السويس      | المقاولون العرب | 4-3     | 21 مايو 2007   |
| محمد فضل            | الاسماعيلي        | الأتحاد         | 4-4     | 1 أكتوبر 2007  |
| علاء ابراهيم        | بتروجيت           | منتخب السويس    | 0-8     | 6 نوفمبر 2007  |
| محمد "دودو " الجباس | المصري            | الأتحاد         | 2-5     | 8 أغسطس 2008   |
| محسن هنداوي         | طلائع الجيش       | المقاولون العرب | 2-3     | 5 فبراير 2009  |
| أحمد عمران          | المصرية للأتصالات | الترسانة        | 3-3     | 3 مارس 2009    |

## قائمة الهاتريك في الفترة من 2010-2019[2]
| اللاعب                      | الفريق         | المنافس         | النتيجة | التاريخ        |
| --------------------------- | -------------- | --------------- | ------- | -------------- |
| كوابينا يارو                | الإنتاج الحربي | الأتحاد         | 3-6     | 1 أكتوبر 2010  |
| كوابينا يارو                | الإنتاج الحربي | بتروجيت         | 2-3     | 25 نوفمبر 2010 |
| محمود عبد الرازق "شيكابالا" | الزمالك        | الأتحاد         | 3-4     | 2 ديسمبر 2010  |
| حسني عبد ربه                | الاسماعيلي     | اتحاد الشرطة    | 1-4     | 26 مايو 2011   |
| أحمد حسن مكي                | حرس الحدود     | وادي دجلة       | 0-5     | 20 يونيو 2011  |
| أحمد عبد الظاهر             | إنبي           | وادي دجلة       | 1-3     | 29 يونيو 2011  |
| اوسو كونان                  | مصر المقاصة    | الأتحاد         | 2-5     | 3 نوفمبر 2011  |
| أحمد رؤوف                   | إنبي           | المقاولون العرب | 0-3     | 13 يناير 2012  |
| ويليام جيبور                | طلائع الجيش    | اتحاد الشرطة    | 2-3     | 7 مايو 2013    |
| لاما كولين                  | الداخلية       | الرجاء          | 2-5     | 7 مايو 2014    |
| مؤمن زكريا                  | الزمالك        | طلائع الجيش     | 1-6     | 21 سبتمبر 2014 |
| عرفه السيد                  | طلائع الجيش    | المصري          | 2-4     | 23 أكتوبر 2014 |
| عرفه السيد                  | طلائع الجيش    | مصر المقاصة     | 1-6     | 29 أكتوبر 2014 |
| عماد متعب                   | الأهلي         | دمنهور          | 2-4     | 1 نوفمبر 2014  |
| أحمد جعفر                   | إنبي           | النصر           | 0-6     | 27 نوفمبر 2014 |
| صلاح ريكو                   | اتحاد الشرطة   | الداخلية        | 1-4     | 13 ديسمبر 2014 |
| ستانلي أوهاويتشي            | وادي دجلة      | المصري          | 1-4     | 20 يناير 2015  |
| ايمانويل باناهيني           | الاسماعيلي     | الأسيوطي        | 1-5     | 17 مايو 2015   |
| محمد رجب                    | بتروجيت        | مصر المقاصة     | 6-3     | 2 يونيو 2015   |
| باسم مرسي                   | الزمالك        | النصر           | 0-4     | 15 يوليو 2015  |
| محمود فتح الله              | الإنتاج الحربي | حرس الحدود      | 0-3     | 19 يناير 2016  |
| اوسو كونان                  | طلائع الجيش    | المصري          | 3-3     | 31 يناير 2016  |
| محمد ناجي " جدو "           | الإنتاج الحربي | الاسماعيلي      | 0-3     | 11 فبراير 2016 |
| أحمد رؤوف                   | المصري         | إنبي            | 0-4     | 1 مارس 2016    |
| عبد الله السعيد             | الأهلي         | النصر للتعدين   | 0-4     | 8 مايو 2017    |
| جون أنطوي                   | مصر المقاصة    | النصر للتعدين   | 1-4     | 29 يونيو 2017  |
| حسين الشحات                 | مصر المقاصة    | طنطا            | 3-3     | 26 أكتوبر 2017 |
| حسين الشحات                 | مصر المقاصة    | وادي دجلة       | 3-3     | 15 نوفمبر 2017 |
| محمد حسن ميدو               | النصر          | مصر المقاصة     | 1-4     | 14 ديسمبر 2017 |
| مصطفي محمد                  | طنطا           | المصري          | 6-3     | 28 نوفمبر 2017 |
| محمود علاء                  | الزمالك        | طلائع الجيش     | 0-3     | 13 سبتمبر 2018 |
| أحمد موسي " كابوريا "       | طلائع الجيش    | الجونة          | 0-5     | 6 نوفمبر 2018  |
| جون أنطوي                   | مصر المقاصة    | إنبي            | 3-4     | 25 نوفمبر 2018 |
| وليد سليمان                 | الأهلي         | الجونة          | 0-4     | 25 نوفمبر 2019 |

## قائمة الهاتريك من الفترة 2020-2029[2][3]
| اللاعب                     | الفريق             | المنافس         | النتيجة | التاريخ        |
| -------------------------- | ------------------ | --------------- | ------- | -------------- |
| محمد عبد اللطيف " جريندو " | حرس الحدود         | طلائع الجيش     | 0-3     | 8 يناير 2020   |
| عبد الله السعيد            | بيراميدز           | طنطا            | 0-3     | 10 أغسطس 2020  |
| محمد عبد المجيد            | أسوان              | سموحة           | 3-3     | 5 سبتمبر 2020  |
| رفيق كابو                  | وادي دجلة          | الإنتاج الحربي  | 1-4     | 28 سبتمبر 2020 |
| جون إيبوكا                 | إنبي               | البنك الأهلي    | 2-3     | 24 يناير 2021  |
| محمد هلال                  | وادي دجلة          | البنك الأهلي    | 2-4     | 7 ابريل 2021   |
| محمد شريف                  | الأهلي             | مصر المقاصة     | 1-4     | 11 يوليو 2021  |
| جون إيبوكا                 | إنبي               | المصري          | 1-3     | 23 أغسطس 2021  |
| إبراهيم عادل               | بيراميدز           | غزل المحلة      | 0-6     | 28 أغسطس 2021  |
| ناصر ماهر                  | فيوتشر             | سموحة           | 0-4     | 15 مارس 2022   |
| أحمد مصطفي " زيزو "        | الزمالك            | مصر المقاصة     | 0-5     | 9 أغسطس 2022   |
| مابولولو                   | الأتحاد            | طلائع الجيش     | 3-4     | 27 فبراير 2023 |
| فراس شواط                  | الاسماعيلي         | إنبي            | 1-3     | 13 ابريل 2023  |
| ياو أنور                   | الاسماعيلي         | الأتحاد         | 1-4     | 15 يوليو 2023  |
| أسامة فيصل                 | البنك الأهلي       | المصري          | 0-4     | 5 نوفمبر 2023  |
| حسام غانم " إيفونا "       | الجونة             | البنك الأهلي    | 2-3     | 15 ديسمبر 2023 |
| محمود قاعود                | البنك الأهلي       | المقاولون العرب | 1-3     | 30 ديسمبر 2023 |
| حسام أشرف                  | بلدية المحلة       | الاسماعيلي      | 2-4     | 30 يوليو 2024  |
| وسام أبو علي               | الأهلي             | المقاولون العرب | 0-4     | 4 أغسطس 2024   |
| فيستون مايلي               | بيراميدز           | طلائع الجيش     | 2-5     | 11 أغسطس 2024  |
| محمود زلاكا                | سيراميكا كليوباترا | مودرن سبورت     | 1-4     | 30 نوفمبر 2024 |

## وصلات خارجية
- موقع الأتحاد المصري لكرة القدم
- موقع رابطة الأندية المصرية| - ع - ن - ت الدوري المصري الممتاز                                                    | - ع - ن - ت الدوري المصري الممتاز                                                                                                                                                                                                                                                                                                                                                                                                                                                                                                                                                                                                                                                                                        |
| ------------------------------------------------------------------------------------ | --- |
| الفائزة باللقب                                                                       | الأهلي • الزمالك • الإسماعيلي • الترسانة • غزل المحلة • الأوليمبي • المقاولون العرب |
| موسم 2023–24                                                                         | - الاتحاد السكندري - الإسماعيلي - الأهلي - المصري - طلائع الجيش - البنك الأهلي المصري - الجونة - الداخلية - الزمالك - المقاولون العرب - إنبي - بلدية المحلة - بيراميدز - زد - سموحة - سيراميكا كليوباترا - فاركو - مودرن سبورت |
| الأندية السابقة                                                                      | - الأوليمبي - إيسترن كومباني - جمهورية شبين - اتحاد السويس - اتحاد الشرطة - الإنتاج الحربي - الألومنيوم - نادي البحرية - الترام - الترسانة - الرجاء - السكة الحديد - السويس للبترول - الشرقية - الشمس - الطيران - القناة - الكروم - المريخ - وي - المنصورة - المنيا - النجوم - النصر - النصر للتعدين - إسكو - أسمنت اسيوط - أسمنت السويس - أسوان - ألعاب دمنهور - بتروجيت - بترول أسيوط - بلقاس - بني سويف - بورفؤاد - تليفونات بني سويف - جوت بلبيس - جولدي - حرس الحدود - دمياط - سكة حديد سوهاج - سوهاج - شبرا الخيمة - طنطا - غزل السويس - غزل المحلة - غزل دمياط - كفر الشيخ - مالية كفر الزيات - مزارع دينا - مصر المقاصة - مصنع 36 - منتخب السويس - نسيج حلوان - وادي دجلة - الاتحاد الرياضي اليوناني بالإسكندرية |
| ديربيات مشهورة                                                                       | - ديربي القاهرة - ديربي القناة - ديربي الإسكندرية - ديربي ميت عقبة |
| المسابقات المرتبطة بها                                                               | - كأس السوبر المصري - كأس مصر - دوري أبطال إفريقيا - كأس الكونفيدرالية الإفريقية - كأس الرابطة المصرية |
| - قائمة الأندية - قائمة اللاعبين - قائمة الملاعب - قائمة الديربيات - كرة قدم المصرية | |